# Église Saint-Ouen des Iffs
Pour les articles homonymes, voir Église Saint-Ouen.
L'église Saint-Ouen est une église catholique du XVe siècle, située aux Iffs, dans le département d'Ille-et-Vilaine, en France. Construite à partir du milieu du XVe siècle sous l'impulsion des comtes de Laval, elle abrite notamment un ensemble particulièrement important de vitraux de la première moitié du XVIe siècle.  
Elle a été en partie remaniée au fil du temps, notamment au XIXe siècle par l'architecte Arthur Regnault qui ajoute un clocher-pignon de style néogothique.  
Elle est classée monument historique. 

## Localisation
L'église est située au cœur du village des Iffs, dans le canton de Combourg et l'arrondissement de Saint-Malo du département d'Ille-et-Vilaine. Elle se trouve près du carrefour où aboutissent la route qui mène à Cardroc, appelée à cet endroit rue de l'église Saint-Ouen, celle qui conduit au château de Montmuran, dite rue de Montmuran, vers le nord, celle qui part vers l'est et le village de Saint-Brieuc-des-Iffs, dite rue de la fontaine Saint-Fiacre, et celle qui part en direction de la grand-route et d'Irodouër vers le sud. L'édifice est situé juste au nord de ce carrefour, entre la rue de Montmuran et la route de Cardroc. 
Juste au nord des Iffs se trouve le château de Montmuran. Le village des Iffs dépendait de la seigneurie de Montmuran, et par conséquent les seigneurs successifs, en particulier Guy XVI et Guy XVII de Laval, ont marqué l'histoire et la décoration de l'église.

## Histoire

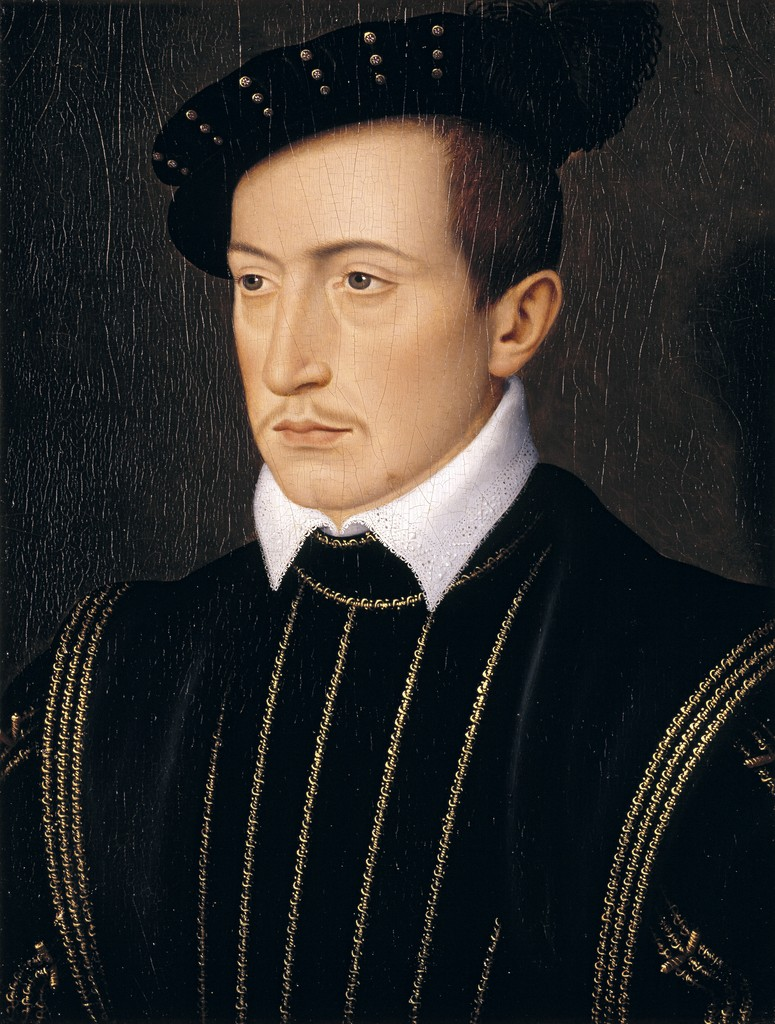
Guy XVII, comte de Laval, par François Clouet

### Construction de l'église
Un premier édifice est construit dans la première moitié du XVe siècle, sur un plan en croix de lorraine, c'est-à-dire à deux transepts. Le bâtiment est ensuite reconstruit en grande partie à partir de la fin du XVe siècle, sous l'autorité des comtes de Laval, seigneurs de Montmuran : on construit un clocher, on rebâtit la nef, on ajoute la chapelle Saint-Yves au sud du chœur et on remanie les bras du transept en y ajoutant des contreforts. Les mêmes seigneurs de Montmuran font également réaliser une série de vitraux dans la première moitié du XVIe siècle. 

### Contre-Réforme et jansénisme
Au XVIIe siècle, dans le cadre de la réforme catholique, l'église catholique cherche à affirmer les dogmes refusés par les protestants lors de la Réforme protestante, et à les enseigner aux fidèles. Dans ce cadre, les missions prêchées dans les paroisses rurales sont fréquentes au XVIIe siècle. La paroisse des Iffs ne fait pas exception : elle accueille une mission prêchée par les lazaristes de Saint-Méen en 1647. Une nouvelle mission a lieu en 1675, prêchée cette fois par les capucins. Parmi les dogmes réaffirmés se trouve la présence réelle du Christ sous les espèces du pain et du vin consacré lors de la messe ; la célébration de la Fête-Dieu, officiellement la fête du Corps du Christ, est particulièrement importante. Aux Iffs, l'accent mis sur cette célébration est marqué par un miracle rappelant les miracles eucharistiques médiévaux : un paysan, manquant volontairement la messe de la Fête-Dieu en 1629, aurait vu jaillir, de la galette qu'il pétrissait pendant cet office, des flots de sang ; la chose aurait été constatée par notaire et par le recteur, et publiée par le vicaire général du diocèse.     
À la même époque, le bâtiment fait également l'objet de quelques remaniements mineurs : on ajoute un porche-ossuaire à l'est du bras sud du transept, et on modifie certaines fenêtres.      
Elle est ensuite marquée, au cours du XVIIIe siècle, par l'influence d'un curé particulièrement engagé dans le jansénisme, Guy Clément. La paroisse dépendait alors de l'abbaye Saint-Melaine, qui pouvait présenter son candidat à la cure. L'abbaye présente Guy Clément, qui est refusé dans un premier temps par l'évêque de Rennes, mais pourvu de la cure (c'est-à-dire installé) le 6 juin 1721 par l'archevêque de Tours. Guy Clément est curé des Iffs jusqu'en 1736, date à laquelle il résigne sa charge. Entre-temps, il a fait adopter à une partie de ses ouailles ses opinions jansénistes et quenelliennes. Son successeur, non janséniste, doit travailler pour ramener tous ses fidèles à l'orthodoxie catholique.  

### Époque contemporaine

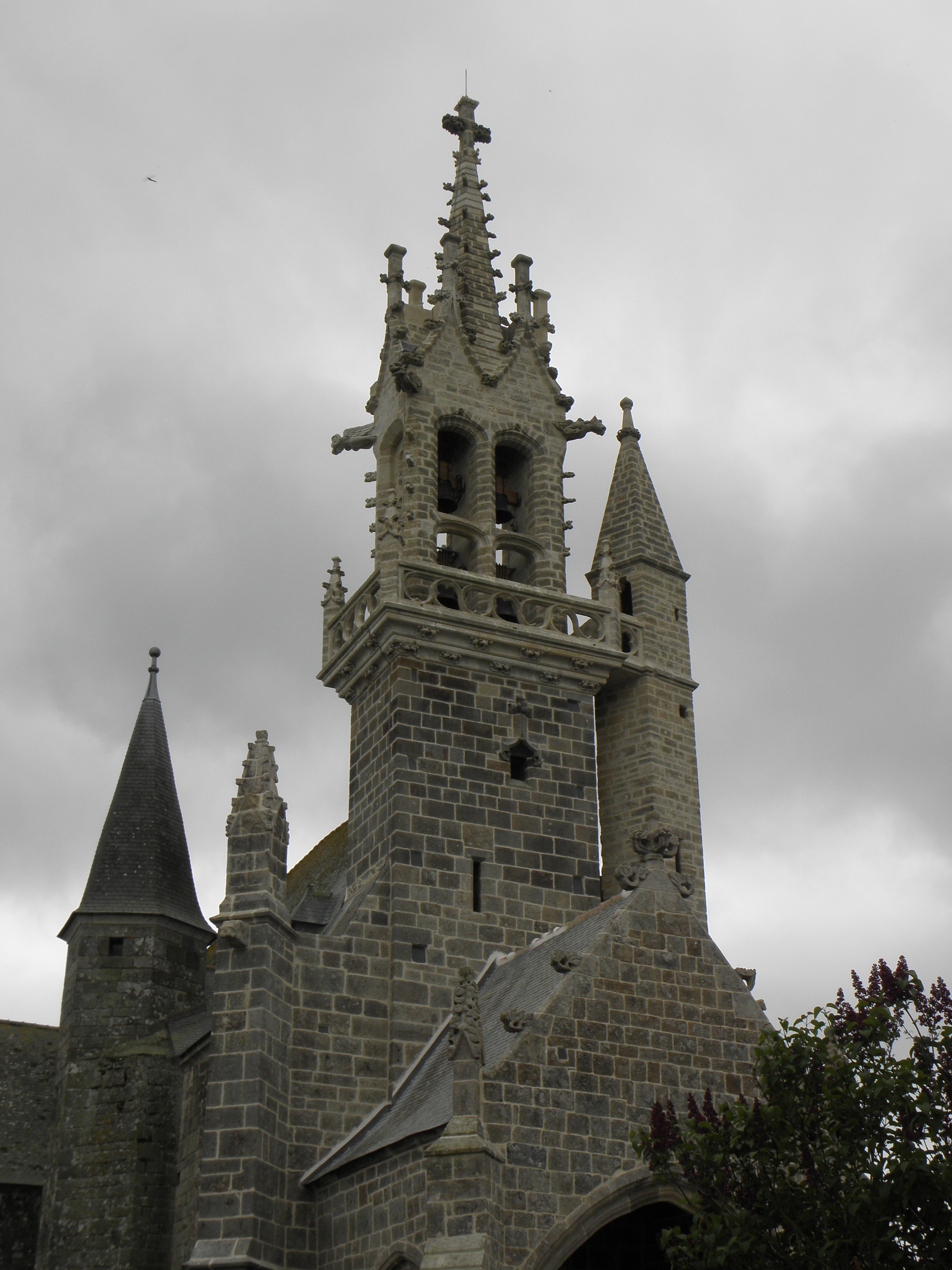
Le clocher-pignon néogothique, construit vers 1867 par Arthur Regnault

En 1867, l'architecte Arthur Regnault remplace l'ancien clocher par un clocher-pignon, dans le style néogothique cornouaillais. Un peu plus tard, vers 1875, le porche-ossuaire du transept est démoli. Enfin, en 1958-1959 a lieu une campagne de restauration, sous la direction de l'architecte Raymond Cornon, qui offre ensuite un vitrail, à la baie 8, à l'occasion du mariage de sa fille en 1970. 
À la date de 1843, les vitraux sont dans un état lamentable. En conséquence, une série de restaurations a lieu pendant la suite du XIXe siècle et au XXe siècle : l'atelier du maître-verrier nantais René Échappé restaure la maîtresse-vitre entre 1852 et 1861 ; les maîtres verriers Lecomte et Colin interviennent en 1889 sur la baie 12 ; une restauration d'ensemble est confiée à l'atelier Tournel entre 1910 et 1913. 

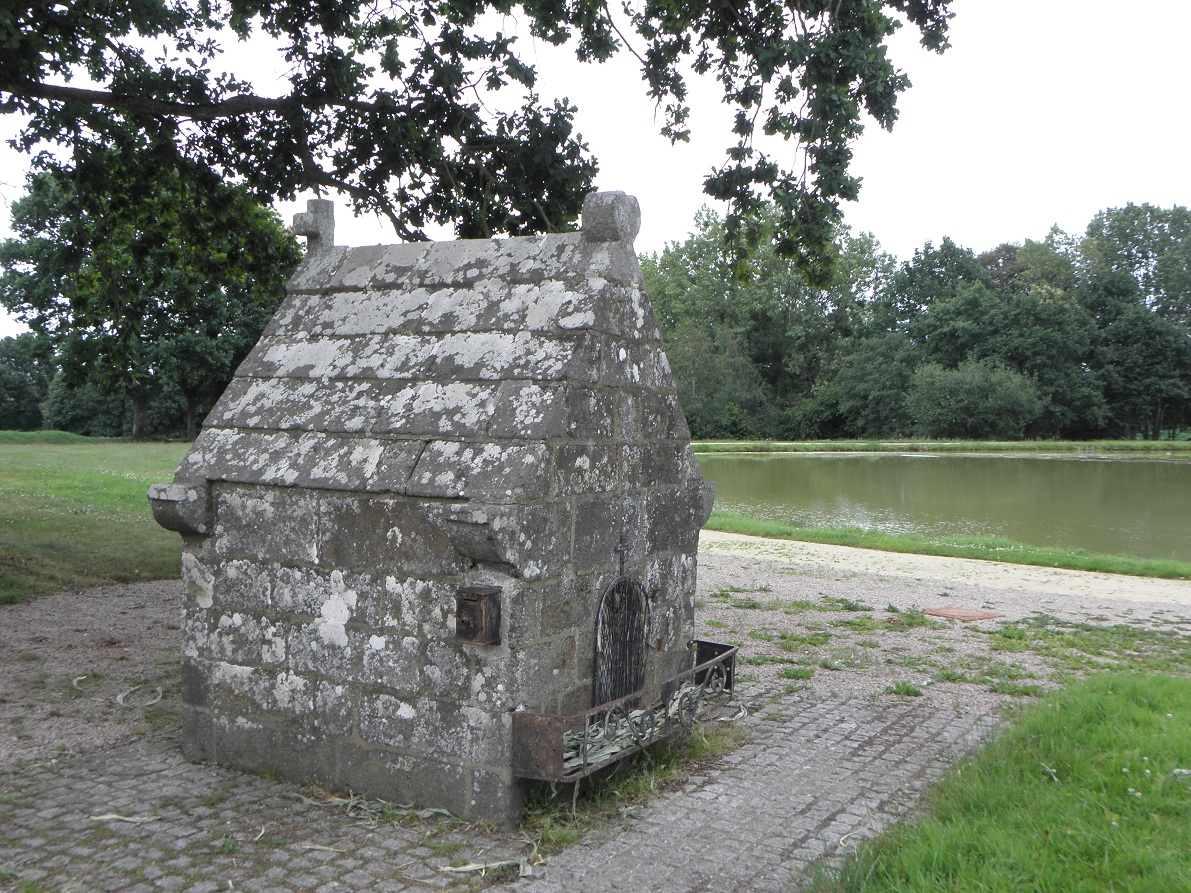
La fontaine Saint-Fiacre

L'église est classée monument historique en 1906. 
Une procession en hommage à saint Fiacre, à qui est consacrée une chapelle de l'église, avait encore lien en 1983. On se rendait avec solennité à la fontaine Saint-Fiacre, située à 400 m à l'est du bourg. Les porteurs du brancard où se trouvaient la statue et les reliques en faisaient le tour. Après avoir écouté le prédicateur, les fidèles buvaient de l'eau de la fontaine, puis on retournait à l'église. 
En 2011 a été installé un dispositif d'illumination avec éclairage intérieur des vitraux pour une illumination extérieure et un éclairage vertical extérieur. En 2016, une rénovation du clocher est entreprise avec démontage de la flèche. En 2017, une rénovation de l'intérieur de l'église devrait débuter.

## Architecture

### Extérieur
L'église se trouve au cœur d'un enclos paroissial où se trouvent plusieurs ifs centenaires, qui donnent leur nom à la commune, ainsi que le cimetière et une croix monumentale. Elle est bâtie sur un plan en croix de Lorraine, avec deux transepts entourant une nef unique. Les murs sont construits en appareil mixte de granite et de calcaire, et les toits à longs pans sont couverts d'ardoises. 

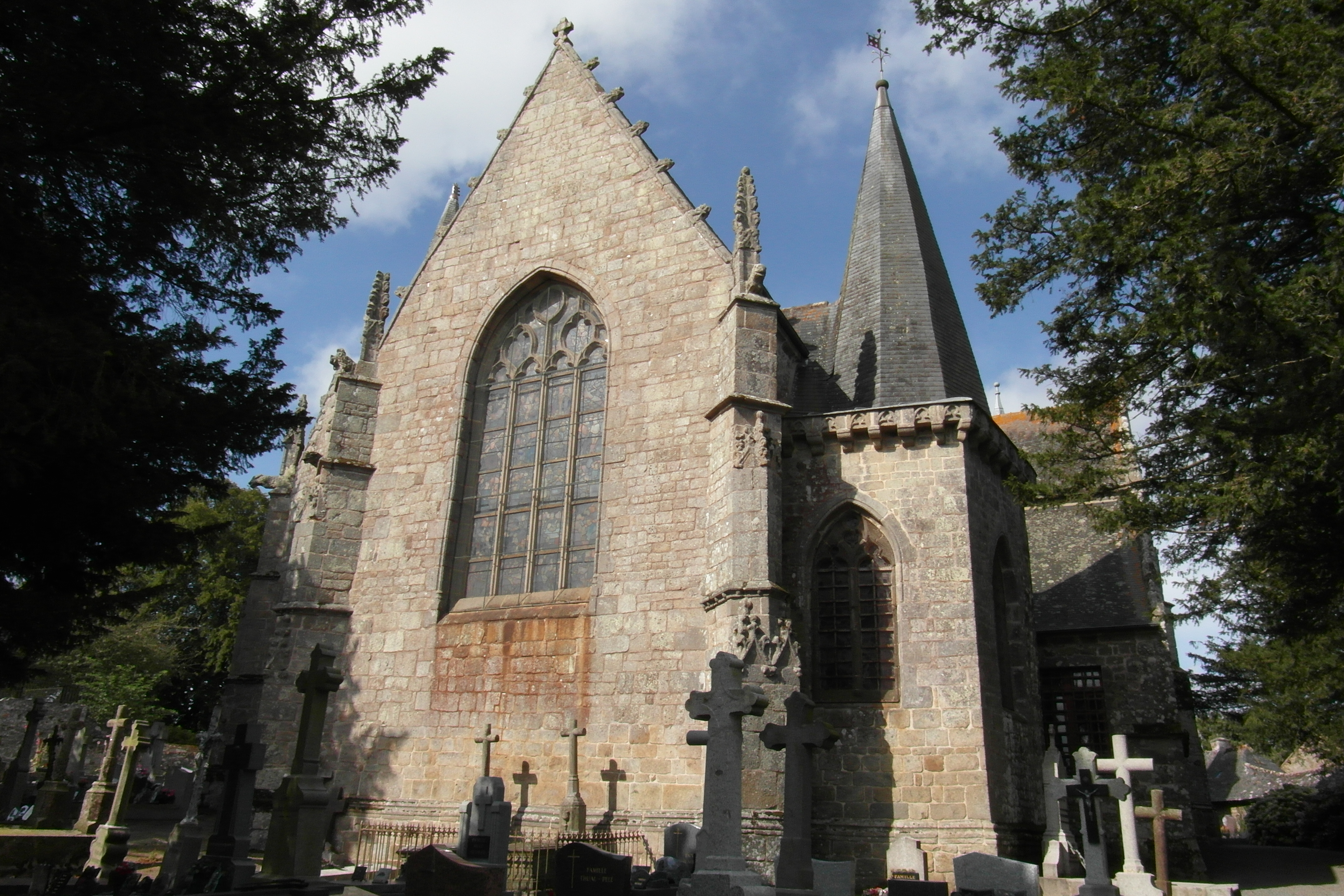
Le chevet plat avec la maîtresse-vitre

Le clocher-pignon est le fruit de la construction des frères Jules et Henri Mellet, sur un projet d'Arthur Régnault, en 1881. Il est construit dans le style néogothique cornouaillais, c'est-à-dire ajouré et laissant voir les cloches. L'une de ces cloches, prénommé Marguerite, a été offerte par la veuve de l'amiral de Coligny, Marguerite d'Ailly, en 1596. Les quatre autres, Julienne Désirée, Florence Désirée, Jeanne Thérèse et Bernadette Hélène, ont été installées en 1958.
L'église est fermée à l'est par un chevet plat, ouvert par une grande verrière à remplage flamboyant. 

L'ensemble des parties hautes de l'église est décorée par une série de gargouilles. 

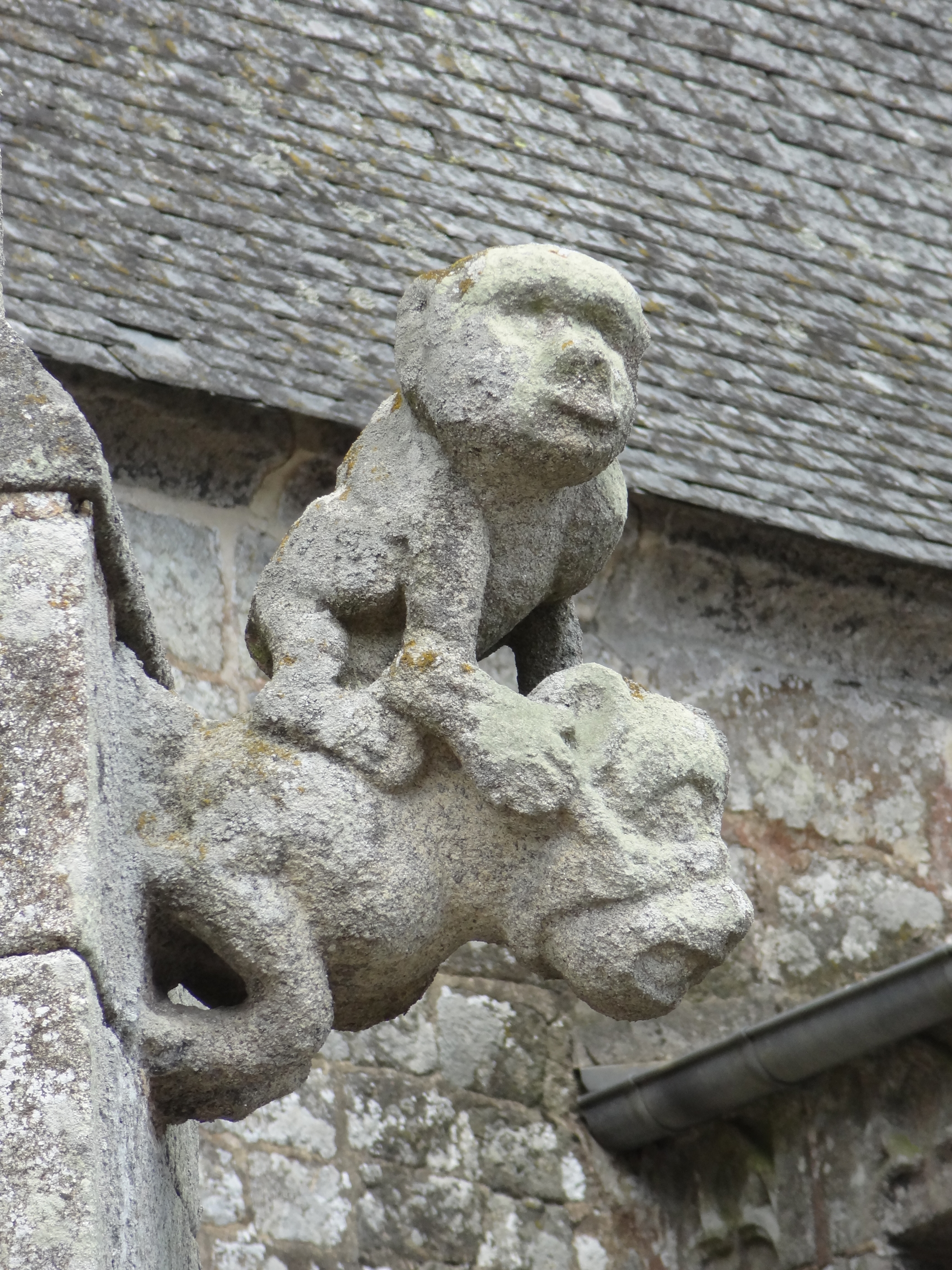
Gargouille
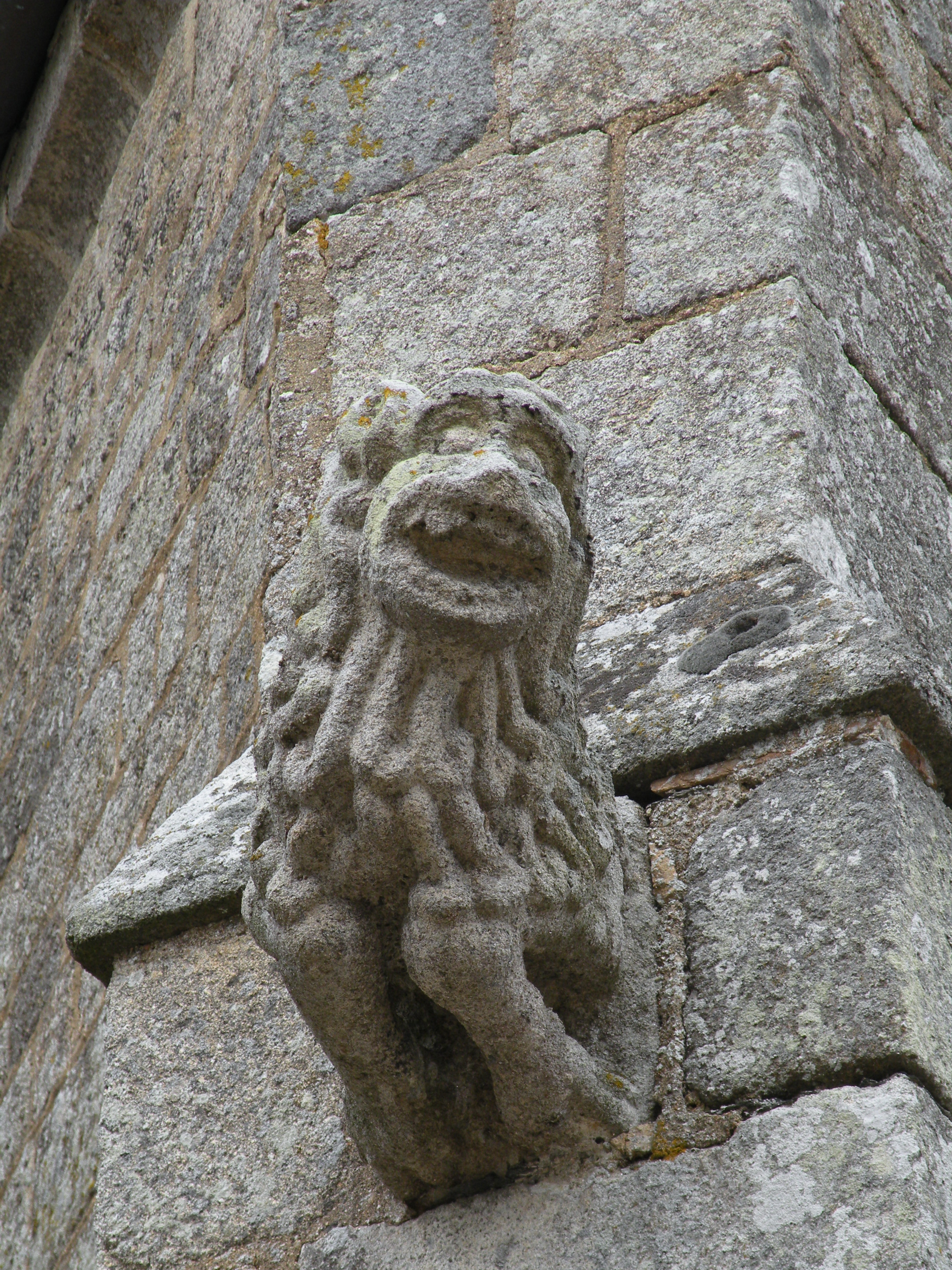
Gargouille
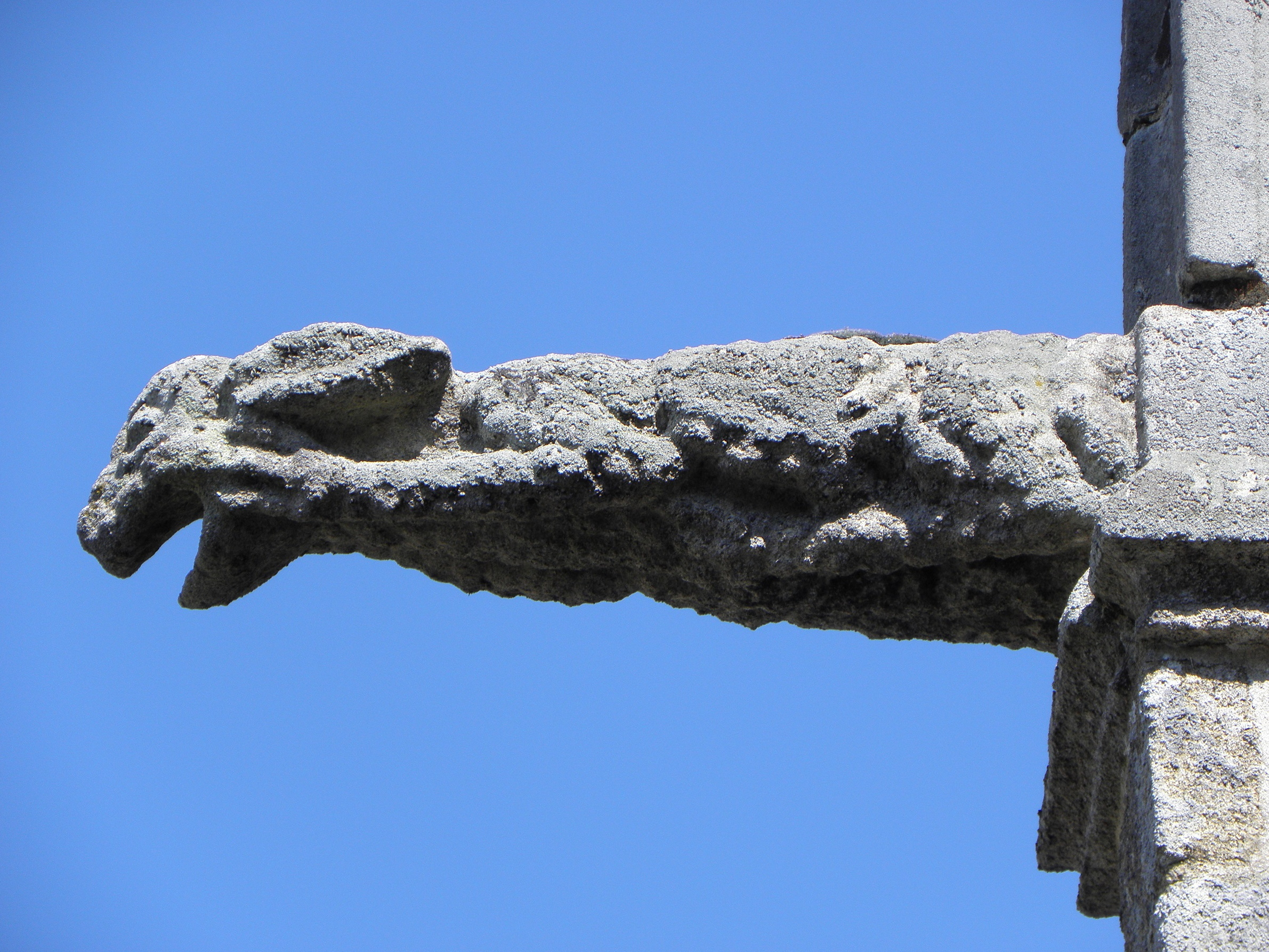
Gargouille
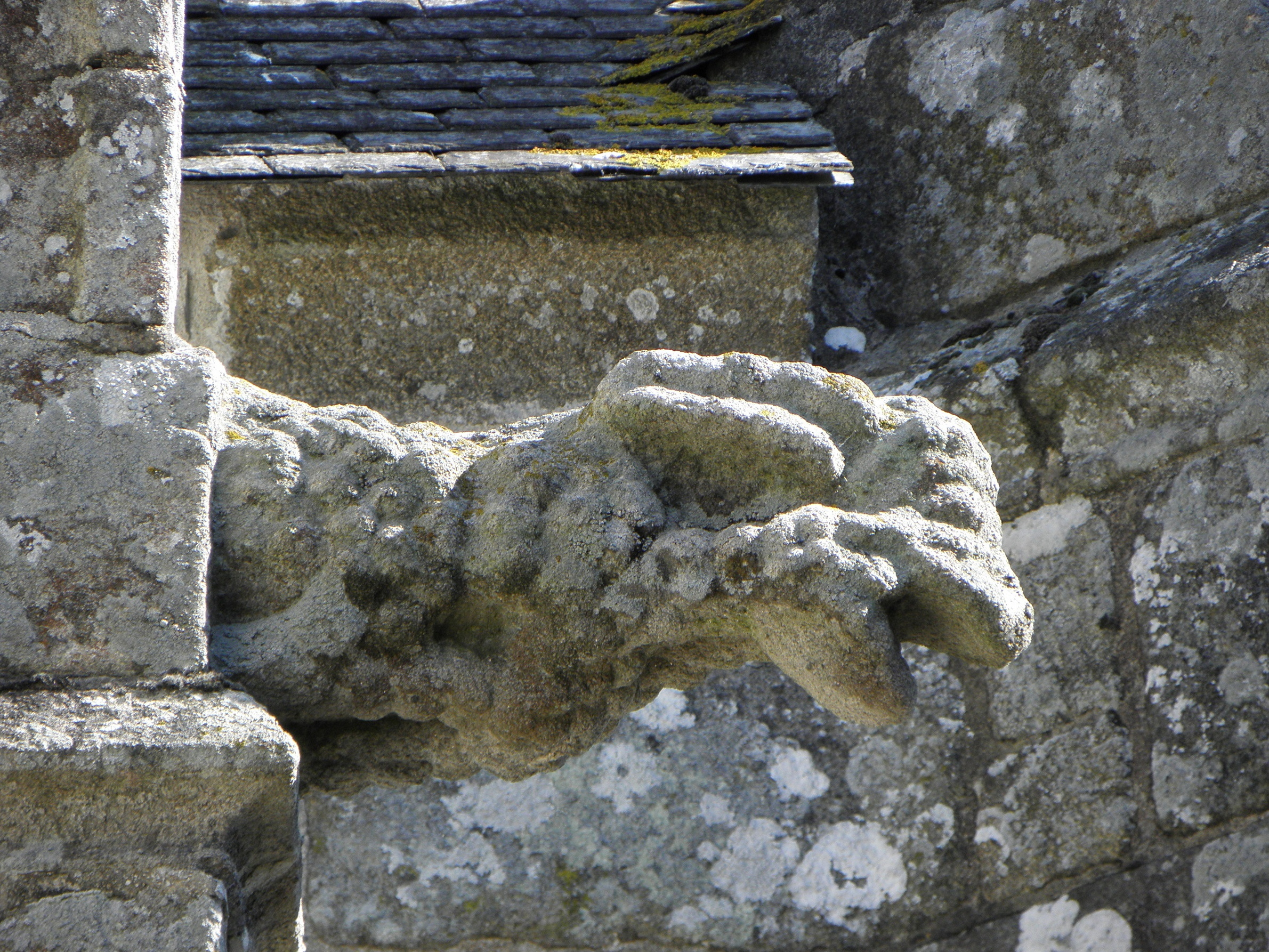
Gargouille

### Intérieur
Dédiée à saint Ouen, l'église est construite au milieu du XVe siècle, sur un plan en croix de Lorraine avec la nef, les deux transepts et deux chapelles près du sanctuaire. À la fin du XVe siècle, la nef est allongée, couverte d'une voûte à nervures diagonales et liernes. Par la suite, la charpente de l'église a été refaite mais en restant conforme à l'original et un porche a été adossé au nouveau pignon. À la fin du XIXe siècle, le clocher a été bâti sur ce nouveau pignon dans un style des clochers gothiques bretons, avec des pierres très ajourées et travaillées et les cloches visibles. On remarque des corbeaux à têtes de singe

## Vitraux
L'église Saint-Ouen des Iffs possède un ensemble de vitraux particulièrement riche. Les verrières sont datées, pour la plupart, du XVIe siècle, avant 1547 : elles portaient toutes les armoiries de la famille de Montfort ou de Montmorency-Laval, seigneurs de Montmuran ; or, à cette date meurt Guy XVII de Montmorency-Laval, dernier représentant masculin de cette famille, et le domaine passe par mariage à Gaspard de Coligny. Plusieurs des verrières présentent des similitudes stylistiques ou iconographiques avec les vitraux de l'église de La Baussaine, notamment à la baie d'axe et l'une des baies de la chapelle seigneuriale. Cette même verrière est également proche d'un vitrail de la collégiale Saint-Martin de Champeaux.

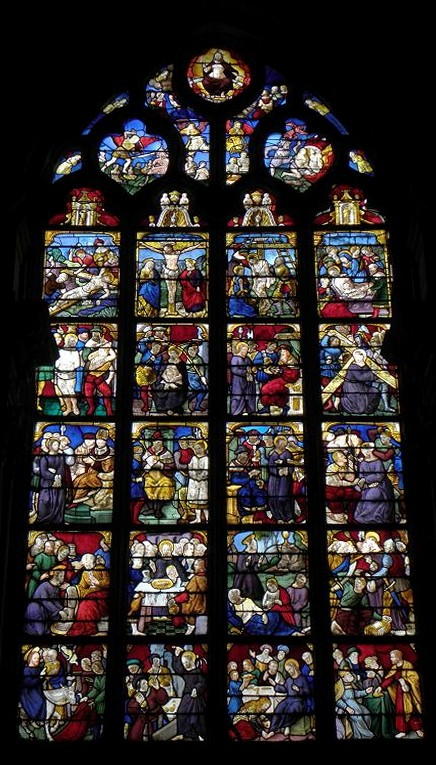
Maîtresse-vitre, vers 1530, représentant la Passion du Christ et le Jugement dernier

### Verrière d'axe
La verrière d'axe a probablement été donnée par Guy XVI de Laval, sans doute de son vivant, avant sa mort en 1531 : au bas de la verrière, à l'endroit où sont figurées les armes du donateur sont représentées celles de Guy XVI. Les encadrements et l'iconographie pourraient remonter aux années 1520 ; le style est proche de celui de la baie d'axe de La Baussaine. La verrière représente la Passion et le Jugement dernier, sur quatre lancettes à cinq registres, surmontées d'un tympan à 9 ajours. Les lancettes figurent la Passion et le tympan, le Jugement dernier. 

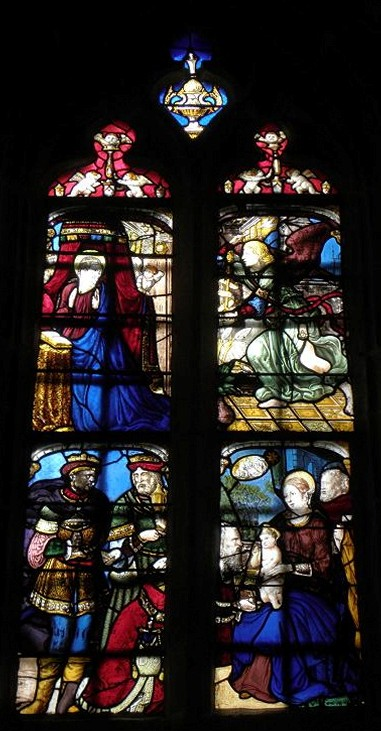
Baie 1, vers 1535, représentant la Vie de la Vierge

| Tympan    |                                                 | Christ-Juge entouré de chérubins                      | Christ-Juge entouré de chérubins         |                               |
| Tympan    | Saint Michel psychopompe et combattant le démon | La Vierge et deux saintes intercédant pour l'humanité | Trois saints intercédant pour l'humanité | Enfer                         |
| Lancettes | Le Christ attendant la mort (moderne)           | Calvaire                                              | Déposition de croix                      | Mise au tombeau               |
| Lancettes | Flagellation                                    | Couronnement d'épines                                 | 2e comparution devant Pilate             | Portement de Croix            |
| Lancettes | Comparution devant Caïphe                       | Comparution devant Hérode                             | Comparution devant Anne                  | Dérision du Christ            |
| Lancettes | Lavement des pieds                              | Cène                                                  | Agonie au Jardin des Oliviers            | Baiser de Judas               |
| Lancettes | Entrée à Jérusalem                              | Jésus chasse les marchands du Temple                  | Repas chez Simon                         | Judas recevant les 30 deniers |

### Chapelle seigneuriale, dite de Montmuran ou de Laval
La chapelle seigneuriale, située juste au sud du chevet, est dite de Montmuran ou de Laval, du nom des seigneurs locaux. Elle comporte deux verrières consacrées à la Vie de la Vierge. 

#### Baie 1
La baie 1 pourrait avoir été réalisée vers 1535. La scène de l'Adoration des Mages, rappelle celle de la baie 4 de l'église de La Baussaine, tandis que la Vierge de l'Annonciation de la Marie-Madeleine de la baie d'axe de la collégiale de Champeaux, réalisée en 1539, sans doute par le maître verrier Gilles de La Croix-Vallée. Ces éléments induisent une datation un peu plus tardive que la maîtresse-vitre. La baie se compose de deux lancettes trilobées, à deux registres, surmontées d'un tympan à un seul ajour.

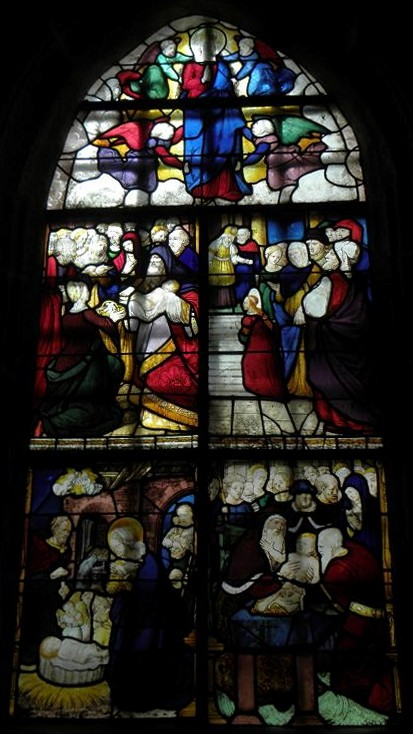
Baie 3, vers 1535 (1536 ?) - Verrière de la Vie de la Vierge

| Tympan    | [Ornementation moderne]                    | [Ornementation moderne]                                       |
| Lancettes | Annonciation : la Vierge                   | Annonciation : l'Archange                                     |
| Lancettes | Adoration des Mages : Gaspard et Balthasar | Adoration des Mages : la Vierge, l'Enfant, Joseph et Melchior |

#### Baie 3
La baie 3 date probablement du milieu des années 1530. Les panneaux qui y sont aujourd'hui ont visiblement été rapportés d'un autre endroit. Quoique située dans la même chapelle que la baie 1, cette verrière en est assez différente dans sa facture ; elle est plus proche des panneaux représentant les saintes Marguerite, Barbe et Anne à la baie 5. Peut-être ces deux verrières occupaient-elles à l'origine une seule et même baie, la baie 5, ce qui permettrait de dater la verrière de la baie 1 de 1536, date inscrite dans le panneau de la baie 5. La verrière se compose d'une lancette à trois registres, occupés par trois scènes. Il est probable que la verrière d'origine en comportait plus que ce qui subsiste aujourd'hui.
| Lancette unique | Assomption                                         |
| Lancette unique | Présentation du Christ - Présentation de la Vierge |
| Lancette unique | Nativité et Circoncision de Jésus                  |

### Chapelle Saint-Yves, dite de Coligny
En face de la chapelle seigneuriale, la chapelle Saint-Yves est dite de Coligny, du nom de l'amiral Gaspard de Coligny, seigneur du lieu après son mariage en 1547 avec Charlotte de Laval, héritière de Guy XVII. Elle comprend trois verrières en baies 2, 4 et 6, consacrées à saint Yves, à la conversion de saint Paul et à l'histoire de Suzanne, un thème rare. 

#### Baie 2
La verrière de la baie 2 est datée, sur des critères stylistiques, des environs de 1545. Elle représente la conversion de saint Paul sur une seule lancette. Pendant longtemps, cette scène était identifiée par erreur comme le siège de Nantes par Bertrand du Guesclin, seigneur de Montmuran au XIVe siècle. 

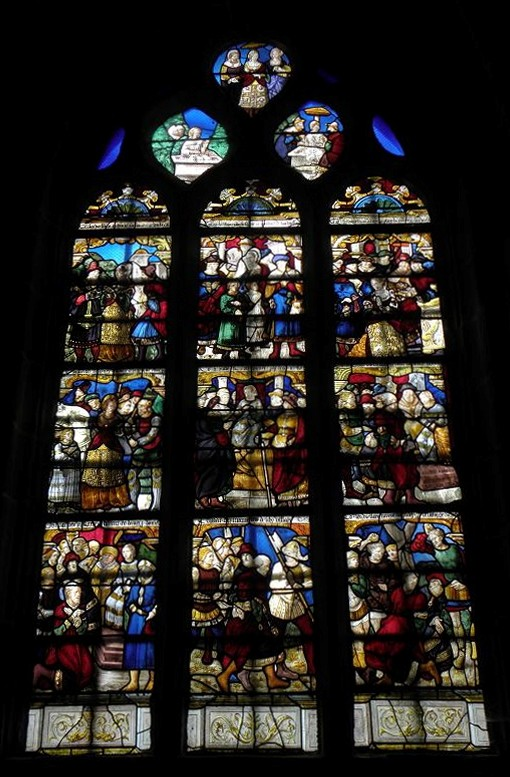
Baie 4, vers 1535-1540 - Verrière de l'histoire de Suzanne

#### Baie 4
Comme la baie 2, la verrière de la baie 4 est datée sur des critères purement stylistiques. La date probable de création de la verrière est un peu plus précoce, vers 1535-1540. Elle représente l'histoire de Suzanne, issue du Livre de Daniel, dans une baie à trois lancettes, surmontées d'un tympan à trois ajours. 
| Tympan    |                                            | Suzanne et ses servantes         |                                         |
| Tympan    | Suzanne au bain, épiée par les vieillards  | Suzanne et ses servantes         | Suzanne harcelée par les vieillards     |
| Lancettes | Accusation de Suzanne                      | Suzanne et sa famille            | Jugement et condamnation de Suzanne     |
| Lancettes | Suzanne menée au supplice rencontre Daniel | Daniel fait réviser le procès    | Interrogation des vieillards par Daniel |
| Lancettes | Condamnation des vieillards                | Les vieillards menés au supplice | Lapidation des vieillards               |

#### Baie 6
La baie 6 représente saint Yves debout entre un riche et un pauvre. Sa datation est plus complexe : des descriptions anciennes indiquent que, comme les autres, elle portait les armes des Montmorency-Laval, ce qui indiquerait une datation antérieure à 1547 ; cependant, d'autres sources indiquent qu'il y avait une date inscrite, 1587, sur la monnaie au centre. Cet élément, ainsi que le style du vitrail, caractéristique de la fin du XVIe siècle, indiquent que la verrière a probablement été très lourdement refaite à cette période. Cette verrière a en outre été très remaniée lors de la restauration de l'ensemble des verrières en 1912 par l'atelier Tournel. 

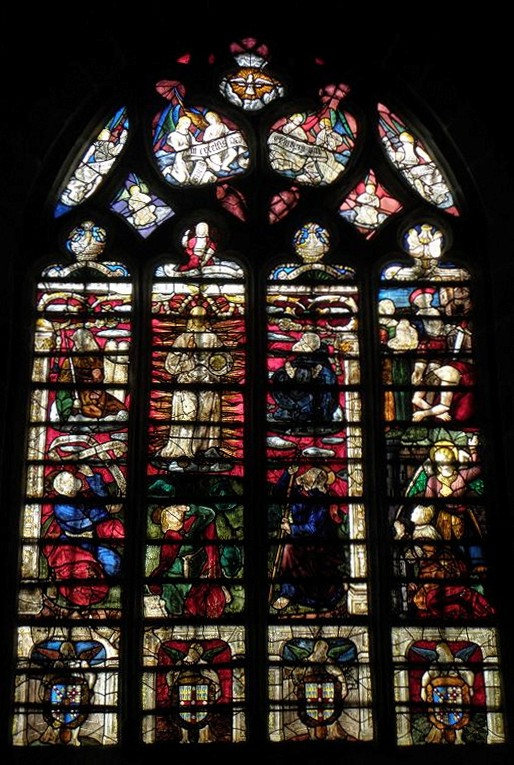
Baie 10, vers 1530 ? Verrière de la Transfiguration et de la Vie de saint Jean Baptiste

### Chapelle Saint-Fiacre - Baie 10
La chapelle Saint-Fiacre, qui tient lieu de bras sud du transept, comporte une seule verrière, à la baie 10. Ce vitrail occupe quatre lancettes trilobées, surmontées par un tympan à trois jours. Il est daté des environs de 1530, et représente la Transfiguration et la Vie de saint Jean Baptiste. 

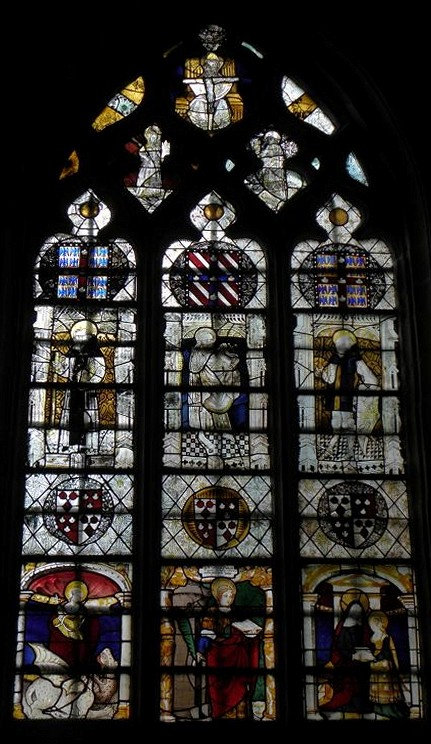
Baie 5, XVe siècle et 1536 - Verrière composite des saints

| Tympan    |                         | Colombe du Saint-Esprit     | Colombe du Saint-Esprit       |                                    |
| Tympan    | Anges                   | Anges                       |                               |                                    |
| Lancettes | Transfiguration : Moïse | Transfiguration : le Christ | Transfiguration : Elie        | Décollation de saint Jean Baptiste |
| Lancettes | Transfiguration : Moïse | Transfiguration : le Christ | Transfiguration : les Apôtres | Donatrice (moderne)                |
| Lancettes | Ange                    | Ange                        | Ange                          | Ange                               |

### Chapelle de la Vierge - Baie 5
La chapelle de la Vierge, qui fait office de bras nord du transept, dispose d'une seule baie, la baie 5. Composée de trois lancettes et d'un tympan à trois soufflets et quatre écoinçons, elle accueille une série de panneaux du XVe siècle, qui sont rapportés, soit du premier décor de l'église, soit d'un autre édifice. D'autres panneaux, portant en inscription la date 1536, occupent peut-être leur emplacement d'origine, et constituaient probablement le soubassement de la verrière de la Vie de la Vierge dont subsistent quelques scènes dans la baie 3. 
| Tympan (XVe siècle)                        |                   | Trinité souffrante  |                        |
| Tympan (XVe siècle)                        | Sainte Barbe      |                     | Sainte Marie-Madeleine |
| Lancettes, registre supérieur (XVe siècle) | Saint Fiacre      | Saint Jean Baptiste | Saint guerrier         |
| Lancettes, registre inférieur (1536)       | Sainte Marguerite | Sainte Anne         | Éducation de la Vierge |

### Nef - Baie 12
Enfin, dans la nef, la baie 12 perce le mur sud. Une verrière réalisée en 1889, qui représente l'Arbre de Jessé, en occupe les quatre lancettes ; dans cet arbre de Jessé sont remployés les bustes de huit rois de l'Ancien Testament, peut-être issus de la baie 10 de l'église de Louvigné-de Bais où avait travaillé l'atelier Lecomte et Colin, auteur du vitrail de 1889.

## Mobilier
L'église contient plusieurs retables anciens. Le plus ancien, un retable de bois du XVIIe siècle, se présente sous la forme d'un retable-lambris à pilastres, avec deux amples ailes latérales encadrant un grand tabernacle et la maîtresse-vitre. À la chapelle Saint-Fiacre, un retable architecturé à niche montre des statues de saint Jean Baptiste, saint Fiacre, saint Stanislas et saint Hubert. À la chapelle de la Vierge, juste de l'autre côté de la nef, un autre retable relève du même modèle, avec les statues de saint Joachim, de sainte Anne et de la Vierge à l'Enfant. Tous deux sont des recompositions d'éléments du XVIIIe siècle, notamment les ailes, et d'autres du XIXe siècle. 
En outre, douze bas-reliefs en chêne polychrome et doré représentent les douze apôtres, hanchés et regardant de côté. Taillés pendant le dernier quart du XVIe siècle, ils ornaient peut-être un ancien jubé ; ils ont été ensuite conservés au-dessus des stalles du chœur. Ils sont aujourd'hui remontés dans en deux fois deux registres, de part et d'autre de la partie orientale de la nef. Ils sont classés monuments historiques depuis 1966,. 

Enfin, l'église possède un bénitier sculpté.

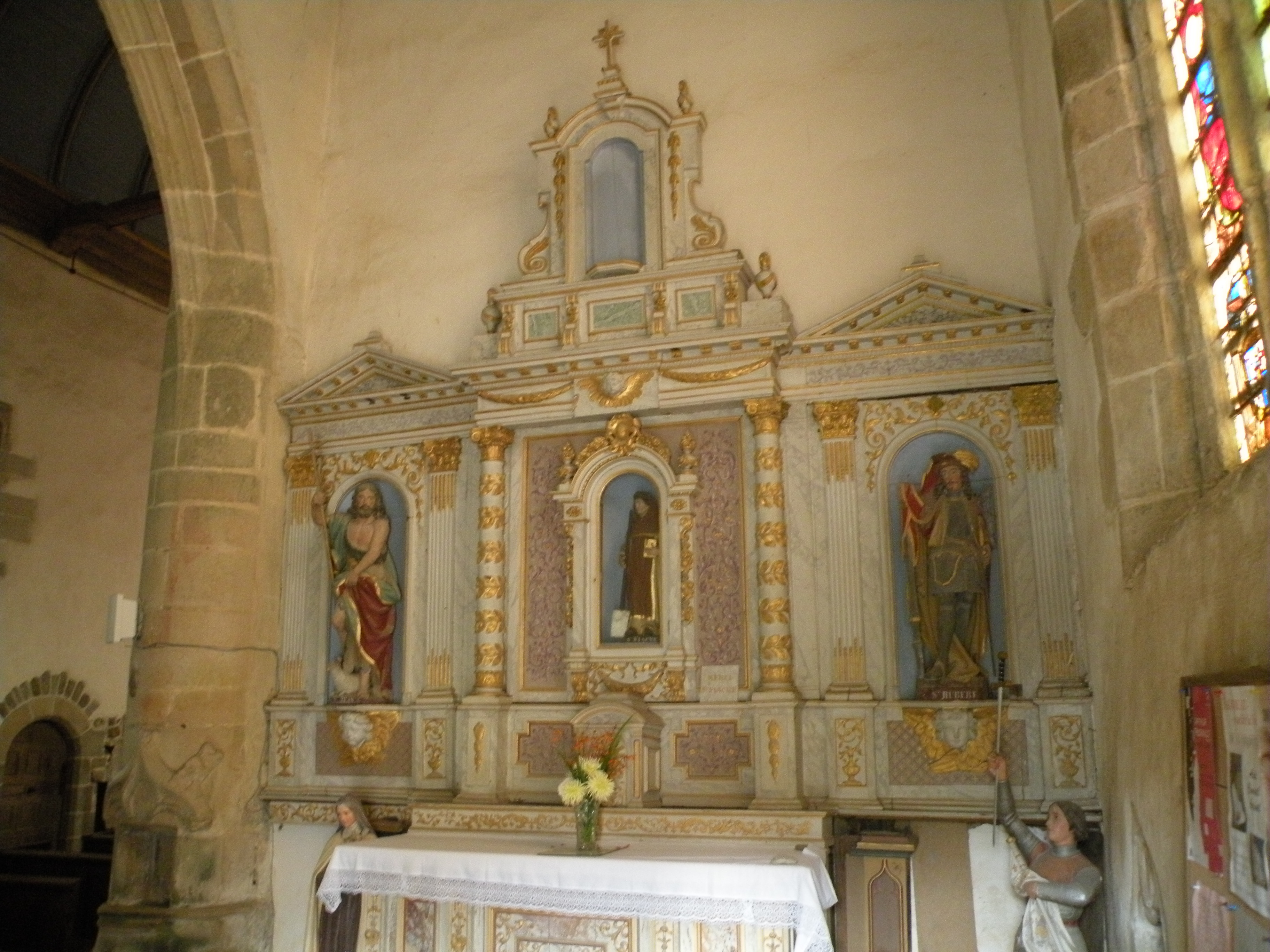
Le retable de la chapelle Saint-Fiacre
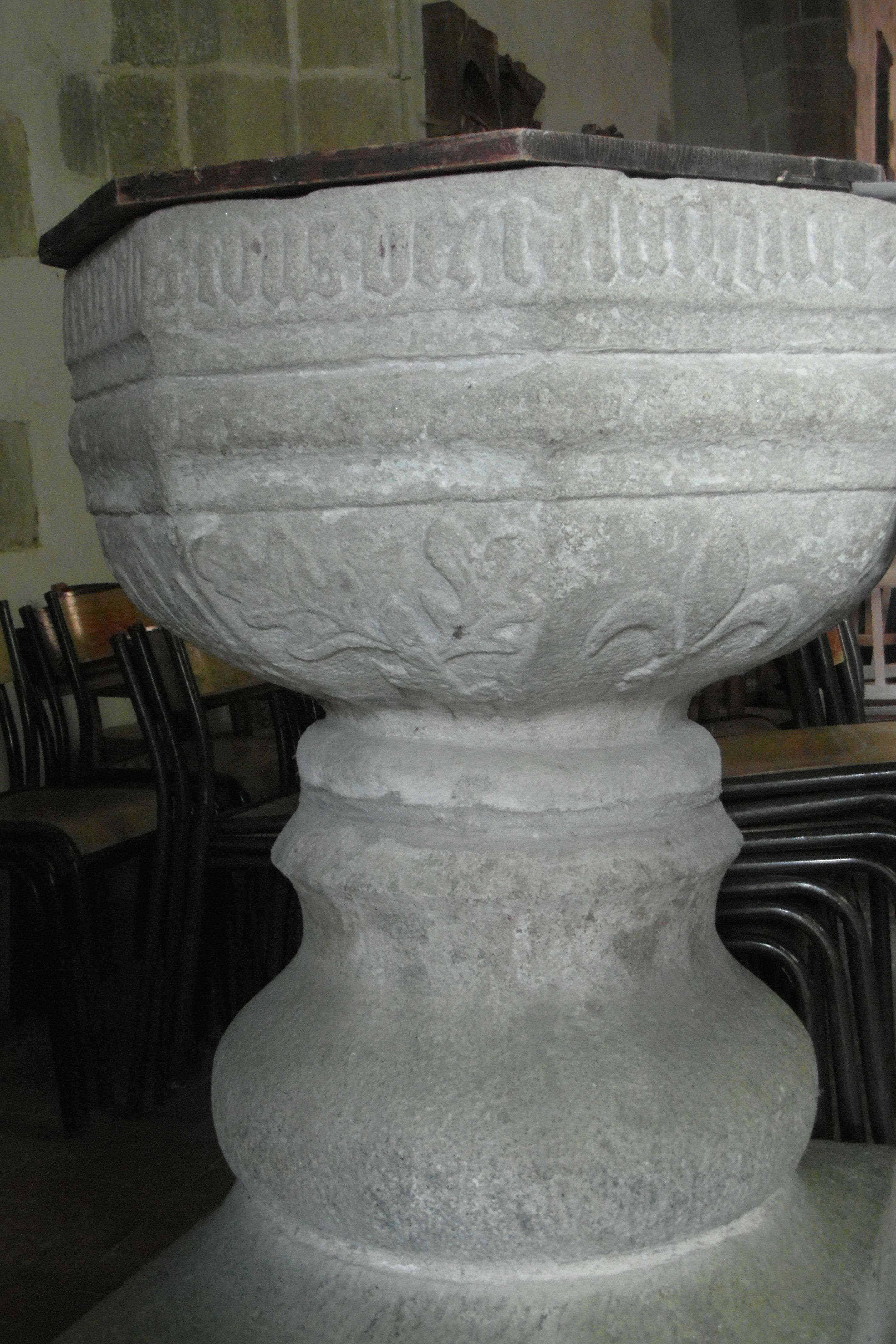
Bénitier sculpté